# Nowa Wieś (Pajęczno)
Pour les articles homonymes, voir Nowa Wieś.
Nowa Wieś (prononciation [ˈnɔva ˈvjɛɕ]) est un village de la gmina de Sulmierzyce, du powiat de Pajęczno, dans la voïvodie de Łódź, situé dans le centre de la Pologne.
Il se situe à environ 4 kilomètres au nord-ouest de Sulmierzyce (siège de la gmina), 14 kilomètres au nord-est de Pajęczno (siège du powiat) et 67 kilomètres au sud de Łódź (capitale de la voïvodie).
Sa population s'élevait approximativement à 90 habitants en 2006.

## Administration
De 1975 à 1998, le village était attaché administrativement à l'ancienne voïvodie de Piotrków.

Depuis 1999, il fait partie de la nouvelle voïvodie de Łódź.